# 1212 Francette
Francette (asteróide 1212) é um asteróide da cintura principal com um diâmetro de 82,13 quilómetros, a 3,1986111 UA. Possui uma excentricidade de 0,189436 e um período orbital de 2 863,25 dias (7,84 anos).
Francette tem uma velocidade orbital média de 14,99359197 km/s e uma inclinação de 7,58995º.
Esse asteróide foi descoberto em 3 de Dezembro de 1931 por Louis Boyer.